# Ust´-Egita
Ust´-Egita (ros. Усть-Эгита) – wieś (ułus) w Rosji, w Buriacji, w rejonie jerawnińskim. W 2010 liczyła 1058 mieszkańców.